# Substância

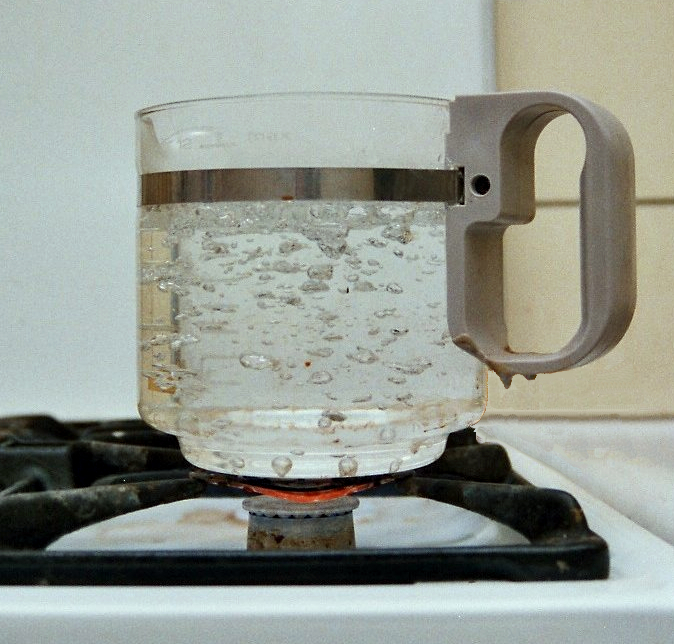
Água e vapor de água são duas fases do mesmo produto químico ("substância"): diferem em seu estado de agregação (líquido e gás, respectivamente).

Substância ou substância pura, em química, é uma forma constante de matéria caracterizada por suas entidades específicas, como átomos de elementos tais em proporções próprias e moléculas. Outra definição para substância química ou simplesmente substância é um material puro que apresenta composição constante em transições de fase e propriedades físicas com valores característicos sob condições especificadas, cuja representação é feita por sua fórmula química.
As substâncias podem ser formadas de várias maneiras, como formadas por átomos, por moléculas ou por aglomerados iônicos. A água é um exemplo de substância formada por molécula, de fórmula H2O, e o Óxido de Cálcio, a cal, é uma substância formada por aglomerado iônico, de formula unitária CaO.
Até o século XIX tinha-se a visão de que substância simples era sinônima de elemento químico: caso a substância não pudesse ser decomposta em outras ela era entendida como elemento químico, e se a substância permitisse sua decomposição em outras novas substâncias ela era conceituada como substância composta, demonstrando uma visão macroscópica da matéria. 
No final do século XIX, com o advento da descoberta do átomo e suas partículas subatômicas, o entendimento de substâncias simples e composta se modificou: substância simples passou a ser compreendida como a matéria formada por apenas um tipo de elemento químico e a substância composta como a matéria formada por átomos de elementos químicos diferentes, compreendendo uma visão microscópica da matéria.
Estabelece-se, então, que substância química seja qualquer matéria formada por uma composição de elementos químicos com propriedades físicas e químicas específicas e particulares.
Todas as substâncias químicas possuem a unidade de sua estrutura (moléculas) iguais entre si e possuem composição e características fixas, não há alteração da temperatura durante os processos de mudanças de estados físicos da matéria (como fusão e ebulição). Sua composição fixa garante que podem ser representados com fórmulas.

## Classificação
A substância que é formada por átomos de um único elemento químico (denomina-se elemento químico todos os átomos que possuem o mesmo número atômico (Z), ou seja, o mesmo número de prótons) é denominada substância simples. Exemplos:
- Ouro: {\displaystyle \,\!Au}
- Cobre: {\displaystyle \,\!Cu}
- Gás Hidrogênio: {\displaystyle \,\!H_{2}}
- Argón: {\displaystyle \,\!Ar}

Uma substância composta por mais de um elemento químico, numa proporção determinada de átomos, é denominada substância composta. Exemplos:
- Cloreto de Sódio: {\displaystyle \,\!NaCl}
- Água: {\displaystyle \,\!H_{2}O}
- Metano: {\displaystyle \,\!CH_{4}}
- Glicose: {\displaystyle \,\!C_{6}H_{12}O_{6}}

As fórmulas químicas heteronucleares destas substâncias podem apresentar como unidades estruturais compostos moleculares, no qual a unidade estrutural é a molécula, e compostos iônicos, em que a unidade estrutural é um conjunto de íons positivos e negativos mais simples.
Duas ou mais substâncias agrupadas constituem uma mistura, sendo divididas em heterogêneas e homogêneas. O leite e o soro caseiro são exemplos de misturas.

## Mistura e Substância Pura
Mistura é qualquer sistema formado de duas ou mais substâncias puras, denominadas componentes. Pode ser homogênea, a olho nu e em um microscópio, ou heterogênea, conforme apresente ou não as mesmas propriedades em qualquer parte de sua extensão em que seja examinada.
Toda mistura homogênea é uma solução, por definição. Todas as misturas gasosas são homogêneas.
Substância pura é todo material com as seguintes características:
- Unidades estruturais (moléculas, conjuntos iônicos) quimicamente iguais entre si;
- Composição fixa, do que decorrem propriedades fixas, como densidade, ponto de fusão e de ebulição, etc.;
- A temperatura se mantém inalterada desde o início até o fim de todas as suas mudanças de estado físico (fusão, ebulição, solidificação, etc.);
- Pode ser representada por uma fórmula porque tem composição fixa;
- Não conserva as propriedades de seus elementos constituintes, no caso de ser substância pura composta;
- As substancias puras apresentam faixa de PE (ponto de ebulição) e PF (ponto de fusão) constantes;
- Densidade característica.

## Substância simples, composta e alotropia
Substância simples é toda substância pura formada de um único elemento químico. Já as substâncias compostas são formadas por átomos de mais de um elemento químico, como é o caso da água destilada, composta por hidrogênio e oxigênio.
Alotropia é uma definição cuja necessidade surgiu do fato de que, para um mesmo elemento químico (átomos de mesmo Z), muitas vezes existem duas ou mais substâncias simples diferentes. Segundo o GoldenBook da IUPAC (International Union of Pure and Applied Chemistry ou União Internacional de Química Pura e Aplicada, em português), alotropia é definida como modificações estruturais de um elemento.
Elemento: Variedades alotrópicas
- Carbono (C): Diamante (Cn) Grafite (Cn)
- Oxigênio (O): Oxigênio ({\displaystyle O_{2}}) Ozônio ({\displaystyle O_{3}})
- Fósforo (P): Fósforo branco ({\displaystyle P_{4}}) Fósforo vermelho (Pn)
- Enxofre (S):  Ciclo-hexaenxofre (S6), ciclo-octaenxofre (S8) e ciclododecaenxofre (S12).

```
Obs.: Enxofre rômbico (

  

    

      

        

          
S

          

            
8

          

        

      

    

    
{\displaystyle S_{8}}

  

) e Enxofre monoclínico (

  

    

      

        

          
S

          

            
8

          

        

      

    

    
{\displaystyle S_{8}}

  

) não são considerados alótropos mas sim formas cristalinas diferentes (polimorfos) de uma mesma substância cujo constituinte é idêntico: a molécula de ciclo-octaenxofre 
(
S
8
)
. Pelo fato de ser o mesmo constituinte 
(
S
8
)
, não existindo mudança estrutural das moléculas, as duas formas não podem ser consideradas alotrópicas. Ver definição de 
Estruturas polimórficas
 segundo a 
IUPAC
. Ler cap. 16 p. 327, Química Inorgânica Descritiva, 5ª Edição de Geoff Rayner-Canham e Tina Overton.
```

Grandeza molecular: Substância simples
- moléculas monoatômicas: gases nobres
- moléculas diatômicas: {\displaystyle H_{2},N_{2},O_{2},F_{2},Cl_{2},Br_{2},I_{2}}
- moléculas triatômicas: {\displaystyle O_{3}}
- moléculas tetratômicas: {\displaystyle P_{4}}
- moléculas octatômicas: {\displaystyle S_{8}}
- moléculas gigantes (macromoléculas): {\displaystyle P_{n},C_{n}}, todos os metais ({\displaystyle Na_{n},Ca_{n},Ag_{n}})